# 公祷书叛乱
公祷书叛乱（英語：Prayer Book Rebellion）或西部叛乱（英語：Western Rising），是1549年在英格兰康沃尔和德文郡爆发了一次民众起义。当年，首本体现英格兰宗教改革神学的公祷书引入当地，这一变革在许多地方引起强烈反感，特别是在兰开夏郡等天主教忠诚度仍然很高的地区（在1534年《至尊法案》之后）。加之经济状况不佳，以及英语的强制推行导致康沃尔郡和德文郡民众的愤怒爆发，引发了起义。对此第一代萨默塞特公爵爱德华·西摩派约翰·罗素镇压叛乱，叛乱被平定，其领导人在两个月后被处决。